# Save the Population
«Save the Population» — песня американской рок-группы Red Hot Chili Peppers, промосингл из сборника Greatest Hits.
Сингл был выпущен только на территории Японии и Испании, из-за этого песня не попала в чарты. Считается, что издание композиции в качестве полноправного сингла могло повлиять на продажи Greatest Hits.